# Pieczulanka
Pieczulanka (lit. Pečiulinė) – wieś na Litwie, w rejonie wileńskim, 3 km na północny zachód od Ławaryszek, zamieszkała przez 21 osób.

## Historia
W dwudziestoleciu międzywojennym leżała w Polsce, w województwie wileńskim, w powiecie wileńsko-trockim, w gminie Mickuny.
Po II wojnie światowej w granicach Związku Sowieckiego. Od 1991 na niepodległej Litwie.